# Ławeczka Mariusza Zaruskiego w Pucku
Ławeczka Mariusza Zaruskiego w Pucku – znajduje się przy wejściu na molo w Pucku, z rzeźbą Mariusza Zaruskiego, starosty puckiego w latach 1926-1927.
Pomnik jest dziełem gdańskiego artysty rzeźbiarza Stanisława Szwechowicza. Został odsłonięty 16 kwietnia 2014 i przedstawia siedzącego Mariusza Zaruskiego w mundurze kapitana żeglugi wielkiej, naturalnego wzrostu.

## Galeria
Zdjęcia z 2016:

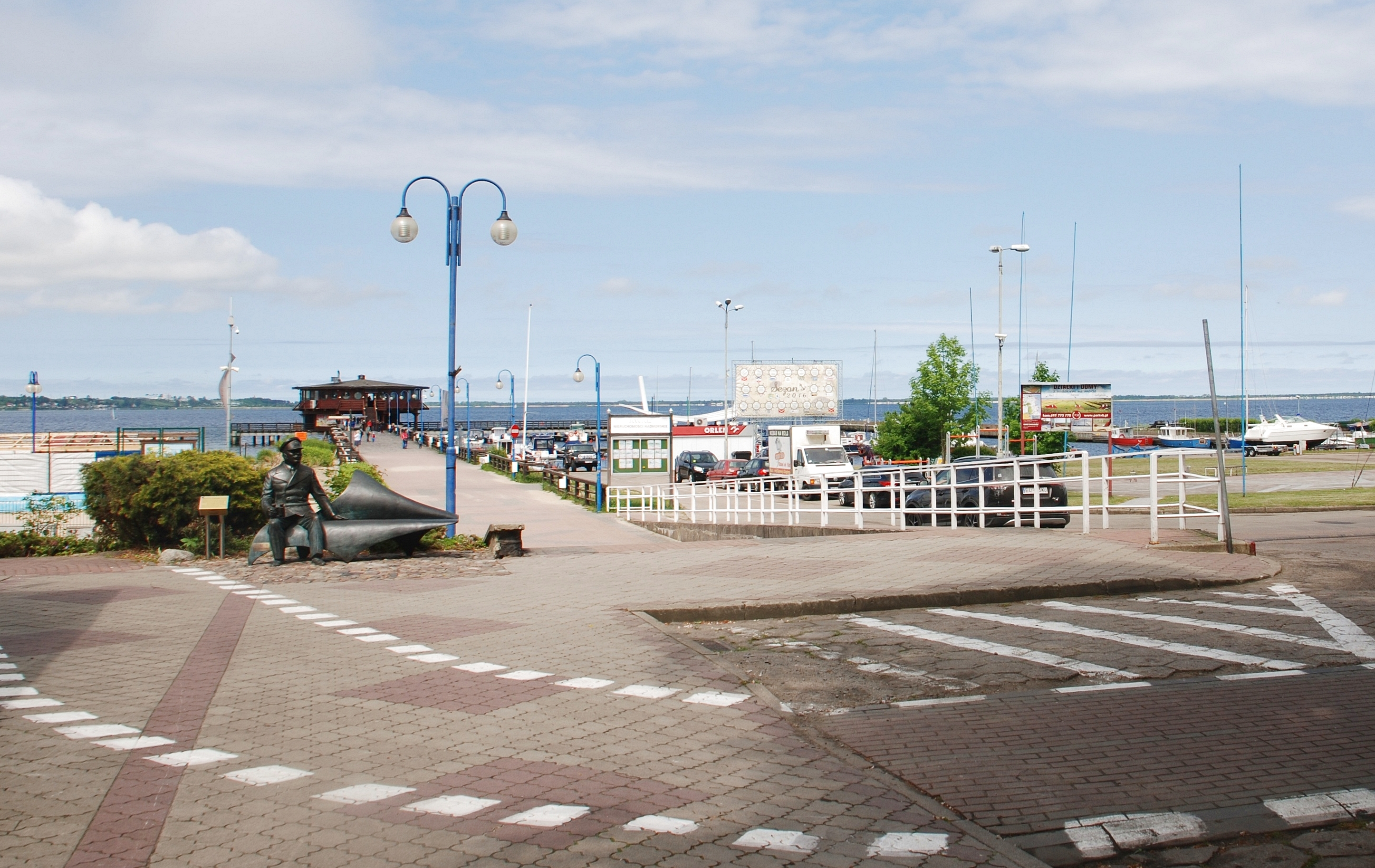
Pomnik z widokiem na molo
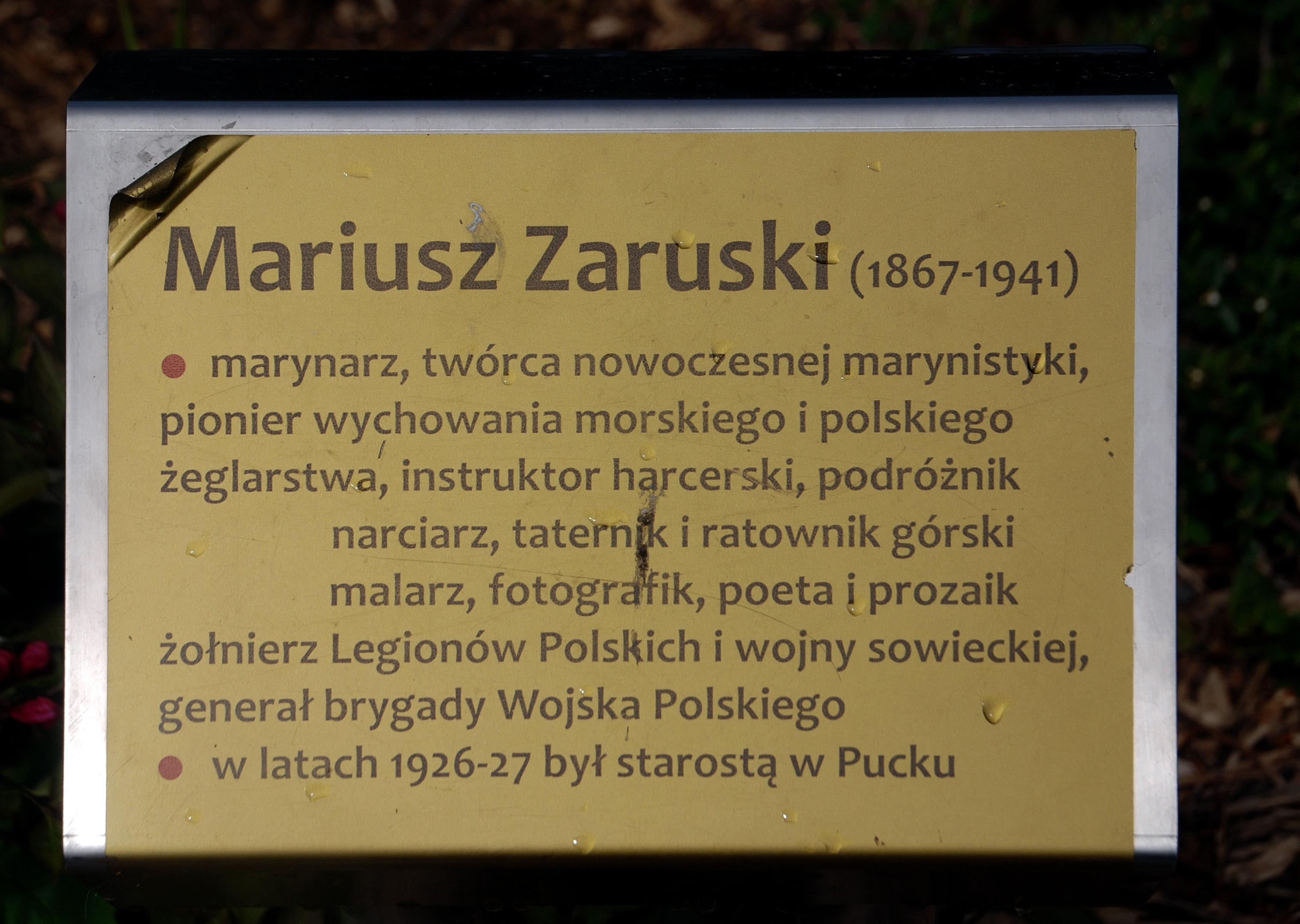
Tablica obok pomnika